# Utu-hegal
Utu-hegal est un souverain sumérien ayant régné sur la ville d'Uruk vers la fin du XXIIe siècle av. J.-C. (chronologie moyenne).
Selon la Liste royale de Sumer, il aurait renversé le roi Tirigan des Gutis, peuple étranger à la Basse Mésopotamie qui avait dominé cette région ou une partie de celle-ci à la suite de la chute de l'empire d'Akkad. Cet accomplissement lui a valu de perdurer dans les mémoires de l'historiographie mésopotamienne, un récit de sa victoire ayant été rédigé, sans doute peu fiable historiquement dans les détails qu'il rapporte.
Utu-hegal est remplacé par Ur-Nammu, qui était apparemment gouverneur d'Ur pour son compte, et fonde le royaume de la Troisième dynastie d'Ur. La nature des relations entre Utu-hegal et Ur-Nammu est mal connue : ils ont pu être frères, et le second prend peut-être le pouvoir en renversant le premier. En l'absence de sources plus étoffées sur cette période, ce point reste non résolu. Un texte divinatoire postérieur à son règne prétend qu'Utu-hegal aurait bu du poison en voyant qu'il perdait une bataille, ou encore qu'il se serait noyé alors qu'il inspectait la construction d'un barrage, mais on ne sait pas quel crédit donner à cette histoire.